# あいちトリカエナハーレ2019「表現の自由展」

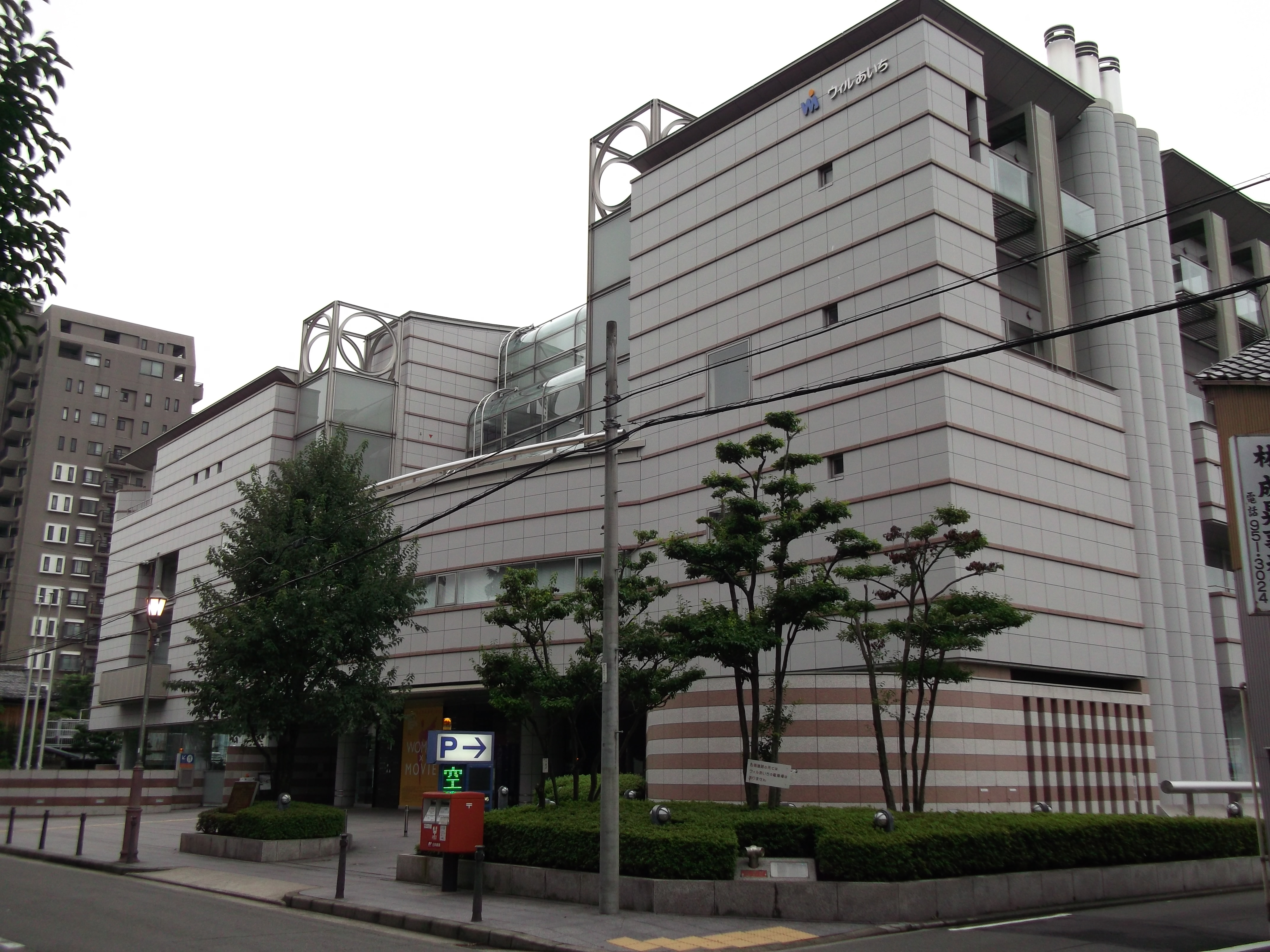
会場となった愛知県女性総合センター

あいちトリカエナハーレ2019「表現の自由展」は、2019年（令和元年）10月27日に愛知県名古屋市の愛知県女性総合センター（ウィルあいち）で開催された芸術祭である。主催は政治団体の日本第一党の愛知県本部。

## 経緯
主催側の主張では、「国民からの猛反発を受けて一部が展示中止され、未だに責任の所在や事実の検証、展示再開是非で迷走を続けるあいちトリエンナーレ2019に対抗する日本人のための芸術祭として企画・開催された」芸術祭である。 あいちトリエンナーレが愛知県や名古屋市などからの税金、県や複数企業からの後援を受けたうえで開催されていたのに対し、こちらは全て個人個人からの資金により開催され、県や企業からの後援を一切受けていない。また、一時停止後に再開されたあいちトリエンナーレ2019では撮影などが禁止されていたが、こちらでは参加者の顔を映さない限りは撮影や中継はほぼ可能としていた。

## 内容
桜井誠によるライダイハンについての講演と、同氏制作の芸術作品「ベトナムの子供」の展示、「不自由」と大きく書かれたバッグ、ベトナム戦争時の韓国軍兵士の蛮行を表現する紙粘土製「ライダイハン像」、「犯罪はいつも朝鮮人」と書かれたカルタなどが展示された。
芸術監督は長尾旭日本第一党副党首、会場責任者は谷口博史日本第一党愛知県本部長。

## 開催にあたっての行政側の判断
ウィルあいちの設置条例と管理運営要綱には、差別的言動が行われる恐れがある場合に施設を使用させないとの規定がある。これに基づき反差別を標榜する市民団体が施設側に展示会の中止を申し入れた。これを受けウィルあいちは主催者の日本第一党に事前に確認をとったが、主催者側は差別的言辞を取らない旨の回答を行った。結果的に施設の管理者は「中止を判断できない」として催しを許可している。開催にあたって主催者と愛知県との話し合いにおいて、主催者は県による後援をもとめたが、これに対して県側は手続き上の不備および過去の実績がないことを理由に却下した。これに対し同会合において主催者側は県側が意図的に受理を遅らせたことが手続きの不備を生じさせた原因であると主張したが県側は意図については否定している。これを受け主催側は、今後も継続して展示会を開催する意向を示した。
愛知県の大村知事は、「内容からしてヘイトに当たると言わざるを得ない。（内容を確認した時点で）中止を指示すべきだった」と述べた。主催者側代表の桜井は「私はチマチョゴリを着てライダイハンの説明をしただけで、ヘイトなんて全くやっていない」「かるたは売っている物。それがヘイトというのは検閲じゃないですか」と主張した。

## 展示会開催にあたっての主催者と行政との意見の対立
本展示に対し大村秀章愛知県知事は「明確にヘイトにあたるのではないかと思います。その時点で中止を指示すべきだった」と明言し、催しを開いた政治団体への法的措置も視野に対応を考える方針も明らかにした。これに対し2019年10月19日日本第一党も逆に大村知事を提訴するとアナウンスした。
これら主催者と行政との対立に対し「企画意図は理解できても芸術としては受け入れられない」とする大村への賛意と、「トリエンナーレの表現の不自由展 その後で表現の自由を強調した大村知事が、今度はヘイトだと言う。それは芸術に対するダブルスタンダードでは？」という批判も向けられている。2つの展示会によって表現の自由論争が引き起こされたかたちとなった。